# Ceracris hainanensis
Ceracris hainanensis är en insektsart som beskrevs av Liu, Jupeng och Hongchang Li 1995. Ceracris hainanensis ingår i släktet Ceracris och familjen gräshoppor. Inga underarter finns listade i Catalogue of Life.